# غاريث تورنبول
غاريث تورنبول (بالإنجليزية: Gareth Turnbull)‏ هو منافس ألعاب قوى أيرلندي، ولد في 14 مايو 1979.

## وصلات خارجية
- غاريث تورنبول على موقع الاتحاد الدولي لألعاب القوى (الإنجليزية)